# Arcieparchia di Ternopil'-Zboriv

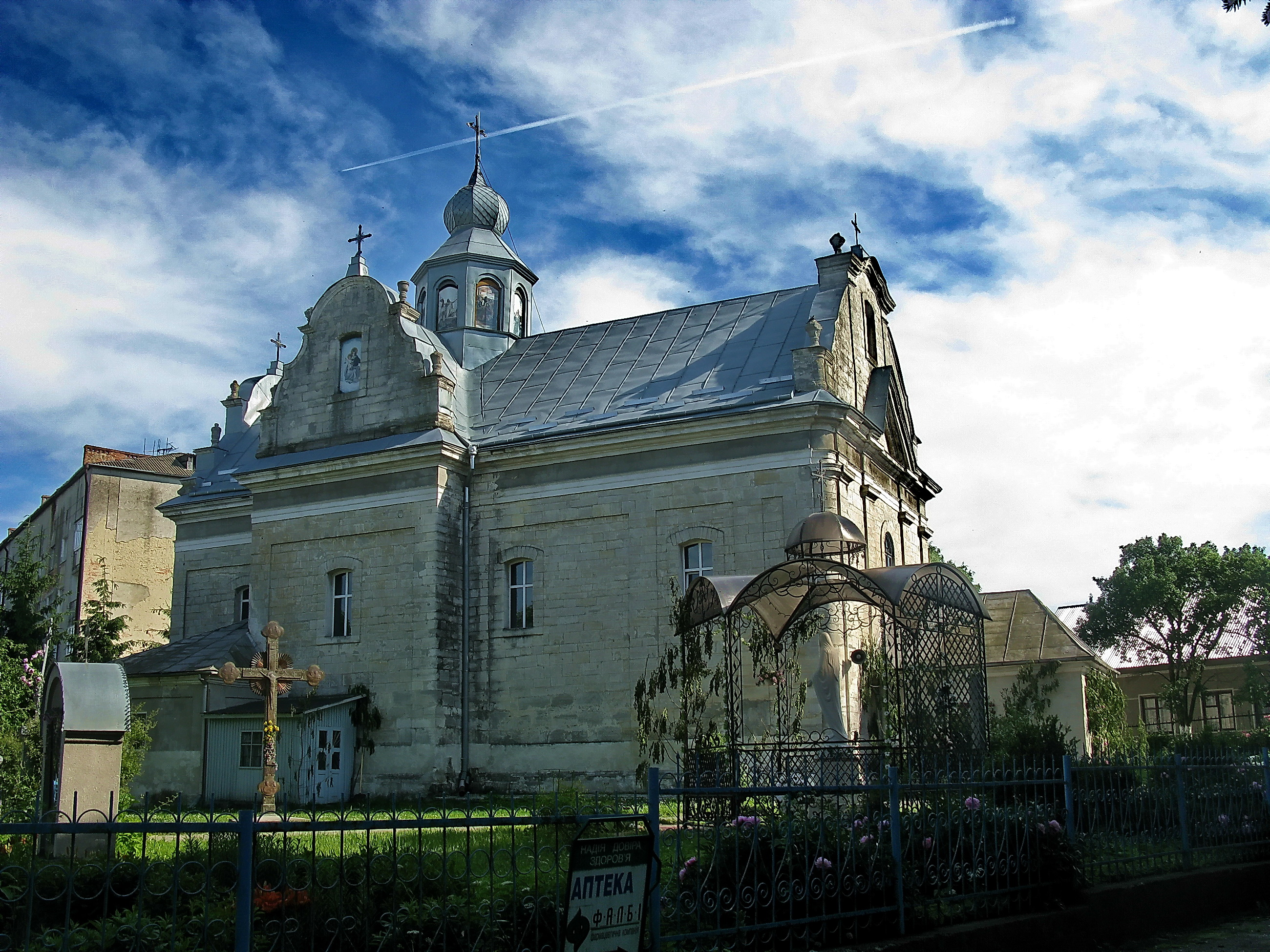
L'ex cattedrale di Zboriv.

L'arcieparchia di Ternopil'-Zboriv (in latino Archieparchia Ternopoliensis-Zborovensis) è una sede metropolitana della Chiesa greco-cattolica ucraina. Nel 2023 contava 385.500 battezzati su 634.000 abitanti. È retta dall'arcieparca Teodor (Taras) Martynjuk, M.S.U.

## Territorio
L'arcieparchia si estende nella parte centro-settentrionale dell'oblast' di Ternopil' e comprende per intero il distretto di Kremenec' e tutto il distretto di Ternopil', ad eccezione dell'ex distretto di Pidhajci.
Sede arcieparchiale è la città di Ternopil', dove si trova la cattedrale dell'Immacolata Concezione della Santa Madre di Dio. A Zboriv sorge la concattedrale della Trasfigurazione del Signore. A Zarvanycja si erge la basilica minore della Madre di Dio.
Il territorio si estende su 8.346 km² ed è suddiviso in 266 parrocchie.

## Storia
Le eparchie di Ternopil' e di Zboriv furono erette il 20 aprile 1993, ricavandone il territorio dall'arcieparchia di Leopoli.
Il 21 luglio 2000 l'eparchia di Ternopil' cedette porzioni del suo territorio a vantaggio dell'erezione delle eparchie di Bučač e di Sokal' (oggi eparchia di Sokal'-Žovkva); contestualmente fu unita all'eparchia di Zboriv e ha assunto il nome di eparchia di Ternopil'-Zboriv.
Il 21 novembre 2011 è stata elevata al rango di arcieparchia metropolitana.
L'11 dicembre 2015 ha ceduto una porzione di territorio a vantaggio dell'erezione dell'eparchia di Kam"janec'-Podil's'kyj.

## Cronotassi dei vescovi
Si omettono i periodi di sede vacante non superiori ai 2 anni o non storicamente accertati.

### Sede di Zboriv
- Mychajlo Koltun, C.SS.R. (20 aprile 1993 - 13 novembre 1996 nominato esarca arcivescovile di Kiev-Vyšhorod[3])
- Mychajlo Koltun, C.SS.R. (7 novembre 1997 - 21 luglio 2000 nominato eparca di Sokal') (per la seconda volta)

### Sede di Ternopil'
- Mychajlo Sabryha, C.SS.R. † (20 aprile 1993 - 21 luglio 2000 nominato eparca di Ternopil'-Zboriv)

### Sede di Ternopil'-Zboriv
- Mychajlo Sabryha, C.SS.R. † (21 luglio 2000 - 29 giugno 2006 deceduto)
- Vasyl' Semenjuk (19 ottobre 2006 - 17 ottobre 2024 ritirato)
- Teodor (Taras) Martynjuk, M.S.U., dal 17 ottobre 2024

## Statistiche
L'arcieparchia nel 2024 su una popolazione di 634.000 persone contava 385.500 battezzati, corrispondenti al 60,8% del totale.
| anno                                           | popolazione | popolazione | popolazione | presbiteri | presbiteri | presbiteri | presbiteri                | diaconi | religiosi | religiosi | parrocchie |
| anno                                           | battezzati  | totale      | %           | numero     | secolari   | regolari   | battezzati per presbitero | diaconi | uomini    | donne     | parrocchie |
| ---------------------------------------------- | ----------- | ----------- | ----------- | ---------- | ---------- | ---------- | ------------------------- | ------- | --------- | --------- | ---------- |
| eparchia di Ternopil'                          |             |             |             |            |            |            |                           |         |           |           |            |
| 1999                                           | 598.100     | 995.000     | 60,1        | 225        | 199        | 26         | 2.658                     |         | 42        | 58        | 530        |
| eparchia di Zboriv                             |             |             |             |            |            |            |                           |         |           |           |            |
| 1999                                           | 375.000     | 479.334     | 78,2        | 188        | 183        | 5          | 1.994                     |         | 5         | 19        | 403        |
| eparchia, poi arcieparchia di Ternopil'-Zboriv |             |             |             |            |            |            |                           |         |           |           |            |
| 2000                                           | 523.400     | 824.100     | 63,5        | 249        | 237        | 12         | 2.102                     | 1       | 32        | 64        | 377        |
| 2001                                           | 277.830     | 396.900     | 70,0        | 201        | 185        | 16         | 1.382                     | 1       | 34        | 57        | 362        |
| 2002                                           | 479.052     | 760.400     | 63,0        | 223        | 202        | 21         | 2.148                     | 4       | 33        | 41        | 353        |
| 2003                                           | 455.613     | 759.355     | 60,0        | 232        | 210        | 22         | 1.963                     | 3       | 33        | 41        | 357        |
| 2004                                           | 465.610     | 760.245     | 61,2        | 235        | 211        | 24         | 1.981                     | 3       | 34        | 48        | 347        |
| 2009                                           | 447.350     | 740.630     | 60,4        | 299        | 269        | 30         | 1.496                     | 1       | 64        | 65        | 417        |
| 2010                                           | 445.000     | 737.000     | 60,4        | 307        | 277        | 30         | 1.449                     | 1       | 64        | 65        | 417        |
| 2014                                           | 385.000     | 636.000     | 60,5        | 296        | 263        | 33         | 1.300                     | 3       | 67        | 64        | 428        |
| 2017                                           | 383.900     | 631.400     | 60,8        | 300        | 281        | 19         | 1.279                     | 1       | 38        | 50        | 399        |
| 2020                                           | 382.880     | 629.740     | 60,8        | 318        | 284        | 34         | 1.204                     | 1       | 43        | 44        | 267        |
| 2022                                           | 379.000     | 622.000     | 60,9        | 329        | 295        | 34         | 1.151                     | 1       | 42        | 38        | 267        |
| 2023                                           | 385.500     | 634.000     | 60,8        | 334        | 304        | 30         | 1.154                     | 1       | 38        | 38        | 266        |